# Vedat Bulut
Vedat Bulut (* 15. September 1997 in Adana) ist ein türkischer Fußballspieler.

## Karriere
Bulut kam in Yüreğir, einem Stadtteil der südtürkischen Stadt Adana, zur Welt. Hier begann mit dem Vereinsfußball in der Jugend von Adana Kanaryaspor und wechselte 2012 von hier in den Nachwuchs von Adana Demirspor.
Im Sommer 2015/16 erhielt er bei letzterem einen Profivertrag, spielte aber weiterhin überwiegend für die Nachwuchsmannschaften. Trotzdem wurde er auch am Training der Profimannschaft von Demirspor beteiligt und gab schließlich am 21. August 2016 in der Ligabegegnung gegen Samsunspor sein Profidebüt.